# 东方艺术中心
东方艺术中心是位于上海的表演艺术中心，坐落于浦东新区世纪大道旁，是上海顶级剧院之一，上海重要的标志性文化设施之一。

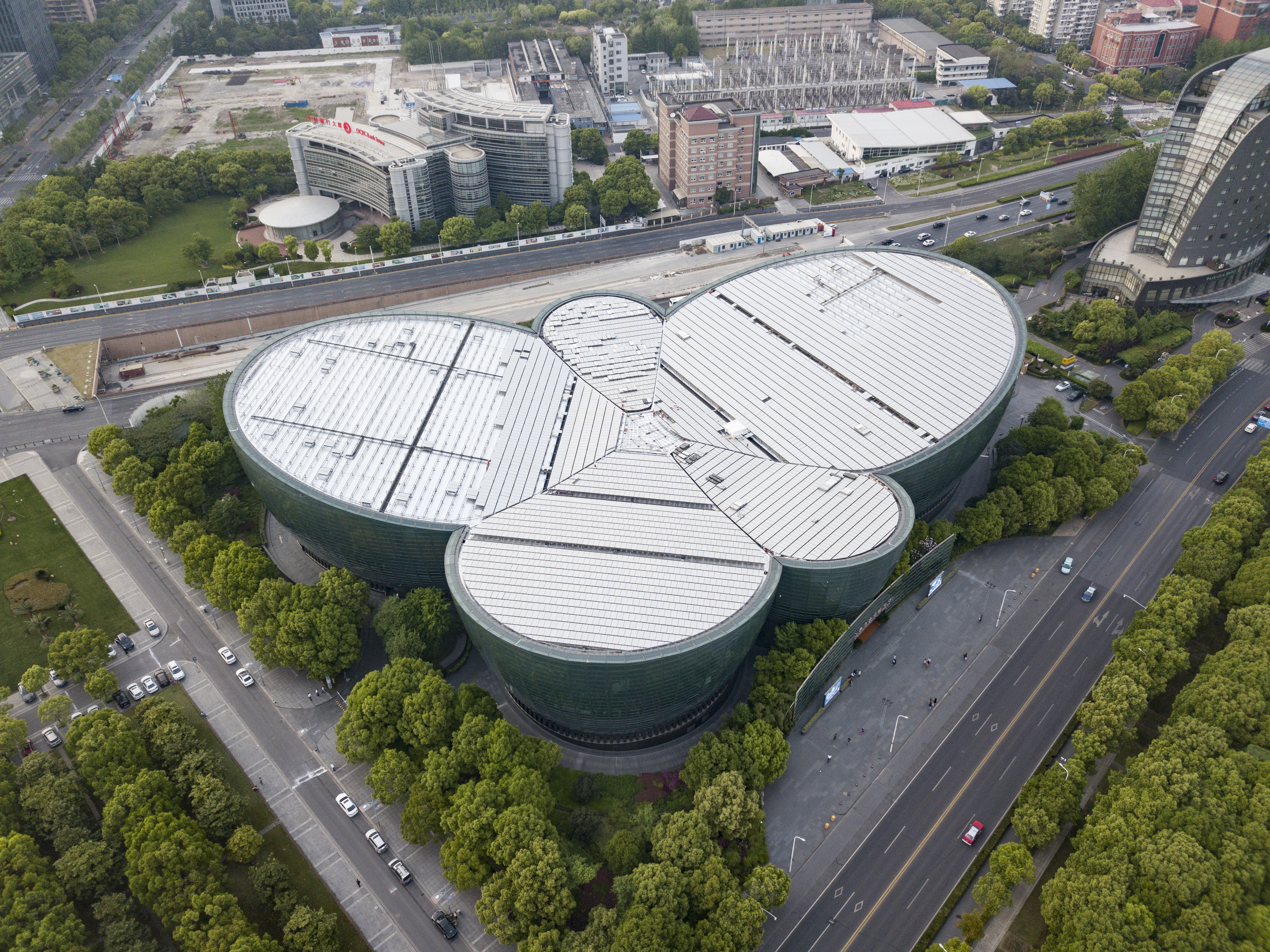
东方艺术中心全景

## 历史
- 2002年3月26日正式开工建造。
- 2004年12月31日举行盛大的落成庆典新年音乐会，开始试运营。
- 2005年7月1日开始正式运营。

## 概况
东方艺术中心由上海市政府和浦东新区政府投资11余亿元兴建，总建筑面积近40,000平方米。该建筑外观由法国著名建筑师保罗·安德鲁设计。建筑外形酷似五朵盛开的花瓣。五个半球体依次为：正厅入口、演奏厅、音乐厅、展览厅、歌剧厅，外形宛若一朵美丽的“蝴蝶兰”。

## 外部連結
- 官方网站（页面存档备份，存于）

31°13′30″N 121°32′13″E / 31.22495°N 121.536899°E